# Aubrives
Aubrives település Franciaországban, Ardennes megyében. Lakosainak száma 984 fő (2022. január 1.). Aubrives Foisches, Ham-sur-Meuse, Hargnies, Hierges és Vireux-Wallerand községekkel határos.

## Népesség
A település népessége az elmúlt években az alábbi módon változott:
| Lakosok száma | 1021 | 1022 | 1139 | 928  | 866  | 872  | 910  | 982  | 982  | 984  |
|               | 1968 | 1982 | 1990 | 2006 | 2013 | 2015 | 2017 | 2019 | 2020 | 2022 |